# Bernard Cazeneuve
Bernard Guy Georges Cazeneuve (Senlis, 2 giugno 1963) è un politico francese, ex membro del Partito Socialista francese, primo ministro della Francia dal 6 dicembre 2016 al 15 maggio 2017.
Sindaco di Cherbourg-Octeville dal 2001 e Presidente della Comunità Urbana di Cherbourg, lascia l'incarico dopo la sua nomina a ministro degli Affari europei nel governo Ayrault I il 16 maggio 2012. Il 19 marzo 2013 venne nominato ministro del Bilancio nel governo Ayrault II dopo le dimissioni di Jérôme Cahuzac. Dal 2 aprile 2014 al 6 dicembre 2016 è stato ministro dell'Interno prima nel governo Valls I e poi nel governo Valls II.

## Biografia

### Formazione e inizi professionali
Proveniente da una famiglia schierata politicamente a sinistra, suo padre era responsabile per il Partito socialista al Oise. Il suo impegno politico fu precoce. Durante i suoi studi presso l'Institut d'études politiques di Bordeaux, diresse la Federazione di Movimento Giovanile di sinistra radicale della Gironda. Dopo essersi laureato all'IEP, si iscrisse al Partito Socialista.
Iniziò una carriera da legale presso la Banque populaire per poi passare a impieghi nei ministeri. Divenne quindi, nel 1991, consulente tecnico di Thierry de Beaucé, segretario di Stato per le relazioni culturali internazionali, quindi nel 1992 del capo di stato maggiore di Alain Vivien, segretario di stato per gli affari esteri, mentre nel 1993 venne nominato segretario generale del Consiglio di nautica e sport acquatici sotto l'allora segretario di Stato del mare, Charles Josselin.

### L'impianto della Manica
Uomo di unità, vicino alla corrente fabiusana, si candidò nel 1994 nel cantone di Octeville per porre fine alle divisioni dei socialisti locali, che, nel 1989, avevano perso le elezioni comunali e il sindaco. Eletto consigliere generale, assunse, nel 1990, la direzione del municipio di Octeville, mentre il 1º giugno 1997 fu eletto deputato per la 5ª circoscrizione della Manica. Si spese nella campagna politica per la realizzazione del "Grand Cherbourg", progetto di fusione di sei comuni in un Grande Cherbourg. Un anno dopo la creazione della nuova città, Cherbourg-Octeville, nel 2001 divenne sindaco battendo il candidato RPR Jean Lemière. Nel corso delle elezioni del 2002 la sua ascesa venne interrotta dalla sconfitta nell'elezione a deputato, a opera di Lemière.
Contemporaneamente continuò nella sua carriera legale, registrandosi come avvocato a Cherbourg-Octeville nel 2003.
Nel 2004 François Hollande lo convinse ad assumere la guida della lista della Manica nelle elezioni regionali in Bassa Normandia, dopo la defezione di Jean-Pierre Godefroy. Si espresse fortemente a favore dell'energia nucleare, in una zona dove sono situate la centrale nucleare di Flamanville, l'impianto di riprocessamento di La Hague, l'arsenale di Cherbourg e in particolare l'impianto EPR nel Cotentin. Le sue posizioni confermarono il divorzio dei socialisti con i Verdi, formazione che, al primo turno, si unì ai radicali di sinistra. Dopo la vittoria dei socialisti fu nominato primo vicepresidente del Consiglio regionale, presiedendo il Comitato regionale del turismo normando, comune alle due regioni amministrative della Normandia. Difese il "no" al Trattato costituzionale europeo nel 2005. 

### Secondo mandato parlamentare
Nel 2007 partecipò alle elezioni legislative francesi contro il candidato dell'UMP, Jean Lemière, venendo eletto con il 59% dei voti, e dimettendosi dal suo mandato regionale. Nel marzo 2008, anche a causa di una destra divisa, vinse al primo turno le elezioni comunali, assumendo nell'aprile 2009 la presidenza della comunità urbana di Cherbourg. Continuò a sottolineare il carattere marittimo della città di Cherbourg attraverso l'organizzazione di feste nautiche, gare internazionali di vela, e a coinvolgere la città in un progetto di rivitalizzazione e di rinnovamento urbano intorno ai quartieri Bassins e Provinces, combinando progetti commerciali, culturali e urbani, tra i quali lo sviluppo urbano e la ristrutturazione di alloggi sociali.
Segretario della Commissione Difesa Nazionale dell'Assemblea, fu relatore, tra il novembre 2009 e il maggio 2010, della missione parlamentare, dove mise in discussione il governo sul tema degli attentati di Karachi.
Dopo non aver sostenuto alcun candidato alle primarie del Partito Socialista nel 2011, François Hollande lo nominò come uno dei quattro portavoce in vista della candidatura alle elezioni presidenziali del 2012. Sotto l'egida di Hollande, Cazeneuve si occupò di questioni industriali e nucleari, argomenti che giocavano un ruolo importante, a livello nazionale, a causa della presenza del cantiere EPR a Flamanville e del ritrattamento di scorie nucleari presso l'impianto di riprocessamento di La Hague.

### Ministro delegato agli affari europei
Considerato come un potenziale ministro importante, per esempio alla difesa, fu invece nominato il 16 maggio 2012 Ministro degli affari europei, sotto il governo di Laurent Fabius. Fu ampiamente rieletto con il 55,39% al primo turno alle elezioni legislative del 2012. Il 23 giugno 2012 cedette la carica di sindaco del comune di Cherbourg a Jean-Michel Houllegatte, e la presidenza della comunità urbana di Cherbourg Tourlaville ad André Rouxel. Nel 2012 ricevette il compito di difendere il trattato fiscale europeo di fronte alla riluttanza dei parlamentari socialisti.

### Ministro delegato al bilancio
Il 19 marzo 2013, a seguito delle dimissioni di Jérôme Cahuzac, accusato di evasione fiscale, Cazeneuve fu nominato Ministro delegato al bilancio, venendo sostituito agli affari europei dall'ex vice ministro per la formazione professionale e apprendistato, Thierry Repentin. Cazeneuve affermò di voler continuare la politica di riduzione del disavanzo pubblico, risparmiando cinque miliardi di euro per il bilancio dello Stato nel 2014. Nel mese di ottobre 2013 intervenne personalmente per bloccare un emendamento che estendeva il campo di applicazione della tassa sulle transazioni finanziarie alle transazioni automatiche ad alta frequenza, una delle promesse elettorali del candidato François Hollande. Propose inoltre l'emendamento per alzare l'IVA sulle attività equestri dal 7% al 20%. Soprannominata la "équitaxe", questa misura provocò forti reazioni di professionisti e amatori del mondo dell'ippica in Francia.

### Ministro dell'interno

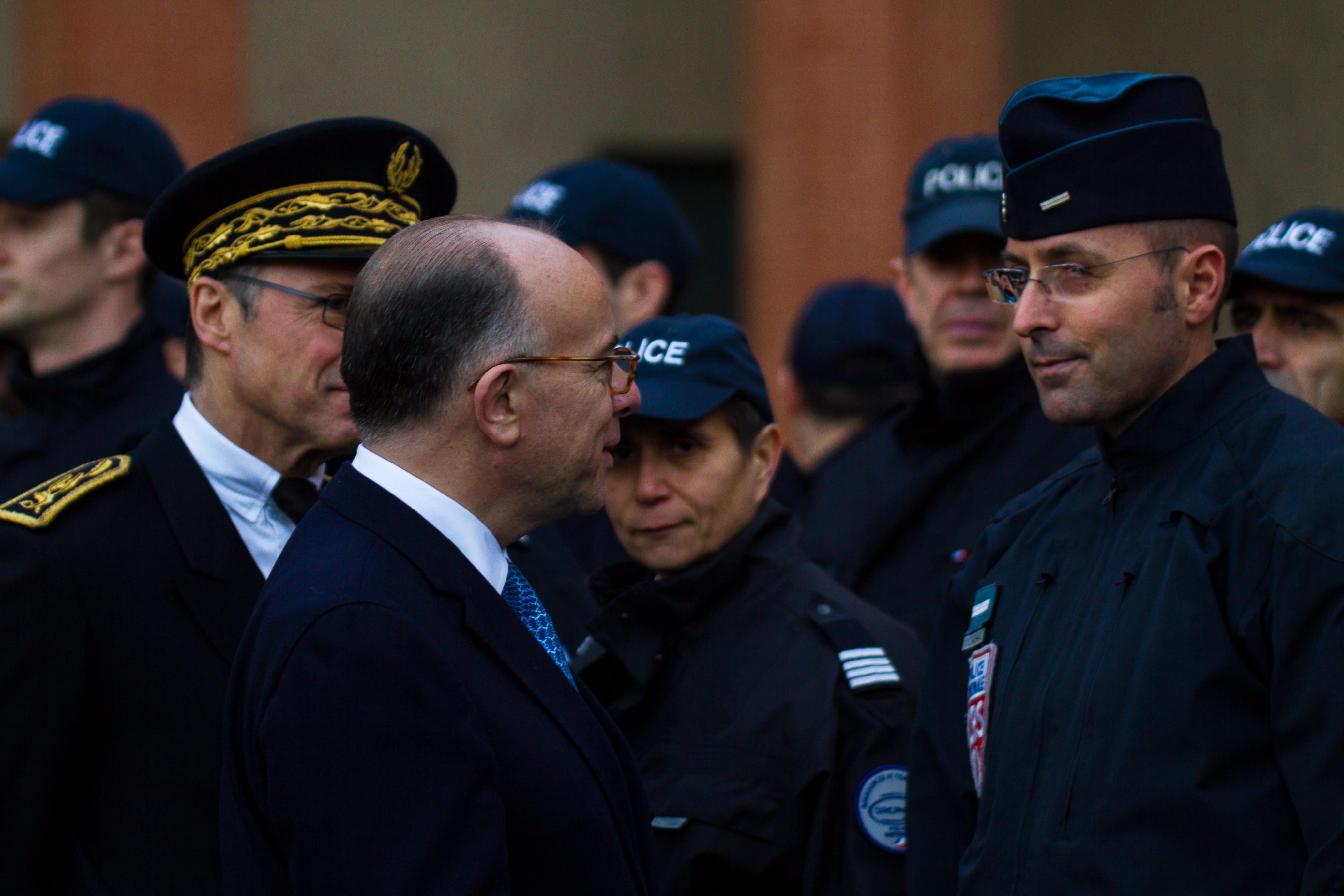
Cazeneuve saluta i poliziotti durante la sua visita alla stazione di polizia di Tolosa il 22 luglio 2015.

Il 2 aprile 2014 fu nominato ministro degli interni nel governo Valls I; in questa veste nel gennaio 2015 gestì la crisi legata agli attacchi jihadisti di Parigi.
Nel disegno di legge francese contro il terrorismo, il ministro dell'Interno introdusse un emendamento per consentire all'autorità amministrativa di richiedere ai motori di ricerca di dereferenziare i siti, senza l'intervento di un magistrato. Il settimanale francese Le Point affermò che tale emendamento limitava la democrazia, ricordando che "le libertà fondamentali devono essere ristrette dalla giustizia, non dall'esecutivo." Il sito web di notizie, Mediapart, dal canto suo, mise in evidenza come la nozione di "a sostegno del terrorismo" sia nella realtà "vaga e opinabile".
Nel luglio 2015 Cazeneuve propose una riforma dei diritti di permanenza nel Paese che, citando le sue paroleː "ha profondamente trasformato le regole di ingresso e soggiorno in Francia". Per l'avvocato Alexis Théas, questa riforma è un "messaggio di apertura verso l'immigrazione e la tolleranza per l'immigrazione clandestina senza precedenti nella storia della sinistra al potere".

### Primo ministro
Il 6 dicembre 2016 Manuel Valls presentò le dimissioni da primo ministro per potersi presentare alle primarie del Partito Socialista in vista delle elezioni presidenziali della primavera del 2017. Nello stesso giorno, il presidente François Hollande nominò Cazeneuve nuovo primo ministro; il governo Cazeneuve nacque con il compito di guidare il Paese solo per pochi mesi fino alla tornata elettorale del 2017.
È all'origine della cosiddetta legge di "pubblica sicurezza", adottata nel febbraio 2017, che rende più flessibili le condizioni imposte per aprire il fuoco su un automobilista in caso di rifiuto a collaborare durante un controllo stradale. Uno studio pubblicato da tre ricercatori indica che tra il 2017 e il 2023 le persone uccise a causa di sparatorie della polizia contro veicoli in movimento sono state cinque volte in più rispetto al periodo precedente.
Nel marzo 2017, durante il movimento sociale in Guyana, ha proposto di firmare un futuro patto per il dipartimento della Guyana. Ha inviato una delegazione di ministri al dipartimento, incluso il ministro d'oltremare Ericka Bareigts. Dopo il rifiuto del Primo ministro di stabilire un piano di emergenza di 2,5 miliardi di euro all'inizio di aprile, il 21 aprile è stato finalmente firmato un accordo e il governo Cazeneuve ha stanziato un miliardo di euro per il finanziamento di diversi progetti.
Il governo si è dimesso la sera del 10 maggio 2017, occupandosi degli affari correnti, in attesa della nomina di un nuovo governo dopo l'insediamento del nuovo presidente della Repubblica, Emmanuel Macron. È stato sostituito da Édouard Philippe, nominato dal nuovo presidente Macron.
È il primo ministro che ha fatto maggior uso di ordinanze, rapportando il numero di ordinanze al tempo trascorso a Matignon.

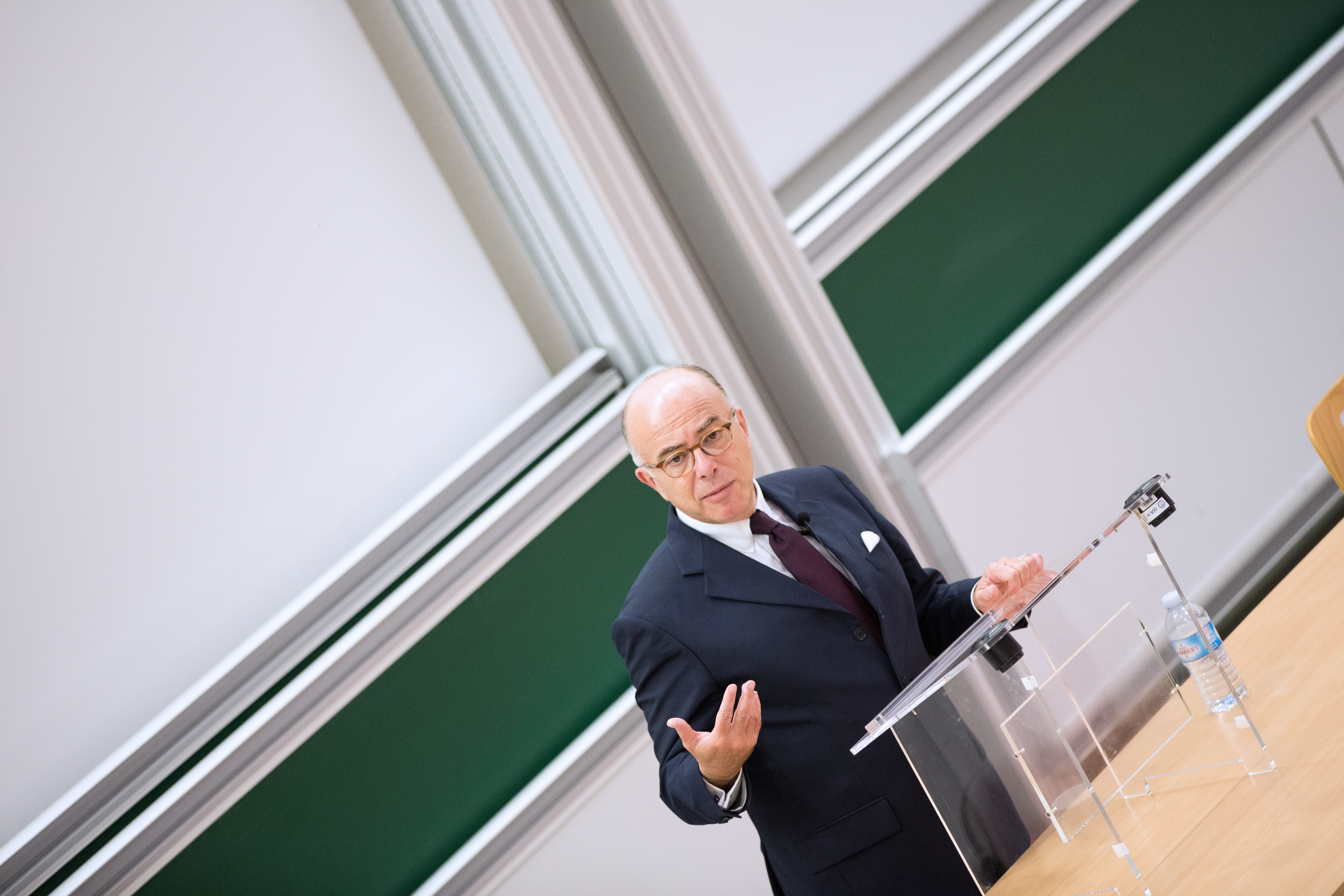
L'ex premier Bernard Cazeneuve in conferenza a l'École polytechnique nel 2018.

### Ritorno alla politica e fondazione de La Convenzione
Viene regolarmente presentato dal 2018 come l'unica risorsa possibile per il PS in vista delle elezioni presidenziali del 2022. I media hanno segnalato nel luglio 2019 che François Hollande ha rinunciato a candidarsi per sostenerlo. Nel settembre dello stesso anno annuncia il suo ritorno alla vita politica e presenta un progetto per il futuro del PS durante le giornate parlamentari del partito, organizzate ad Avignone. È sostenuto in particolare dal Partito Radicale di Sinistra. Durante il Festival delle rose a Frangy-en-Bresse nel settembre 2020, Bernard Cazeneuve ha annunciato che non si sarebbe candidato alle elezioni presidenziali del 2022: Ha affermato "La sinistra ha bisogno di ambizione, non ha bisogno di ulteriori ambizioni" e in seguito, che lo "stato maggiore socialista" non voleva la sua candidatura.
Il 4 maggio 2022, poche ore dopo la conclusione di un accordo tra il Partito Socialista e La France insoumise in vista delle elezioni legislative di giugno, Bernard Cazeneuve annuncia su La Manche libre che lascerà il Partito Socialista, ritenendo che "i leader del partito hanno perso la bussola" e che "la sconfitta non spiega tutto, né può giustificare tutto".
Nel settembre 2022, con l’appoggio di diverse centinaia di persone, ha redatto un manifesto "per una sinistra socialdemocratica, repubblicana, umanista ed ecologica" lontano da quella che sarebbe la Nouvelle Union populaire écologique et sociale (NUPES) a cui il PS tuttavia ha aderito.
Bernard Cazeneuve lancia ufficialmente un nuovo movimento, chiamato "La Convenzione" il 1º febbraio 2023, volendo "rompere con l’eccesso" che attribuisce a NUPES. È sostenuto da un centinaio di eletti, tra cui l'ex presidente PS del consiglio regionale della Bretagna Loïg Chesnais-Girard e l'ex presidente della Repubblica François Hollande. Il suo movimento si riunisce il 10 giugno a Créteil, alla presenza dell'ex leader del Partito Socialdemocratico tedesco Martin Schulz e dell'ex leader del Partito Democratico italiano Enrico Letta.
Nel marzo 2023, il Partito Radicale di Sinistra, il Movimento dei Cittadini e il Collettivo dei Socialdemocratici Riformatori (separati da Territori del Progresso) hanno aderito alla Convenzione, così come l'ex deputato del PS David Habib.
Il 25 giugno 2024, nel contesto della campagna per le elezioni legislative anticipate, ha dichiarato che non voterà né per il Rassemblement National né per La France insoumise.

## Altre attività
- Fight Impunity, membro del consiglio d’onore (–2022)[20]

## Vita privata

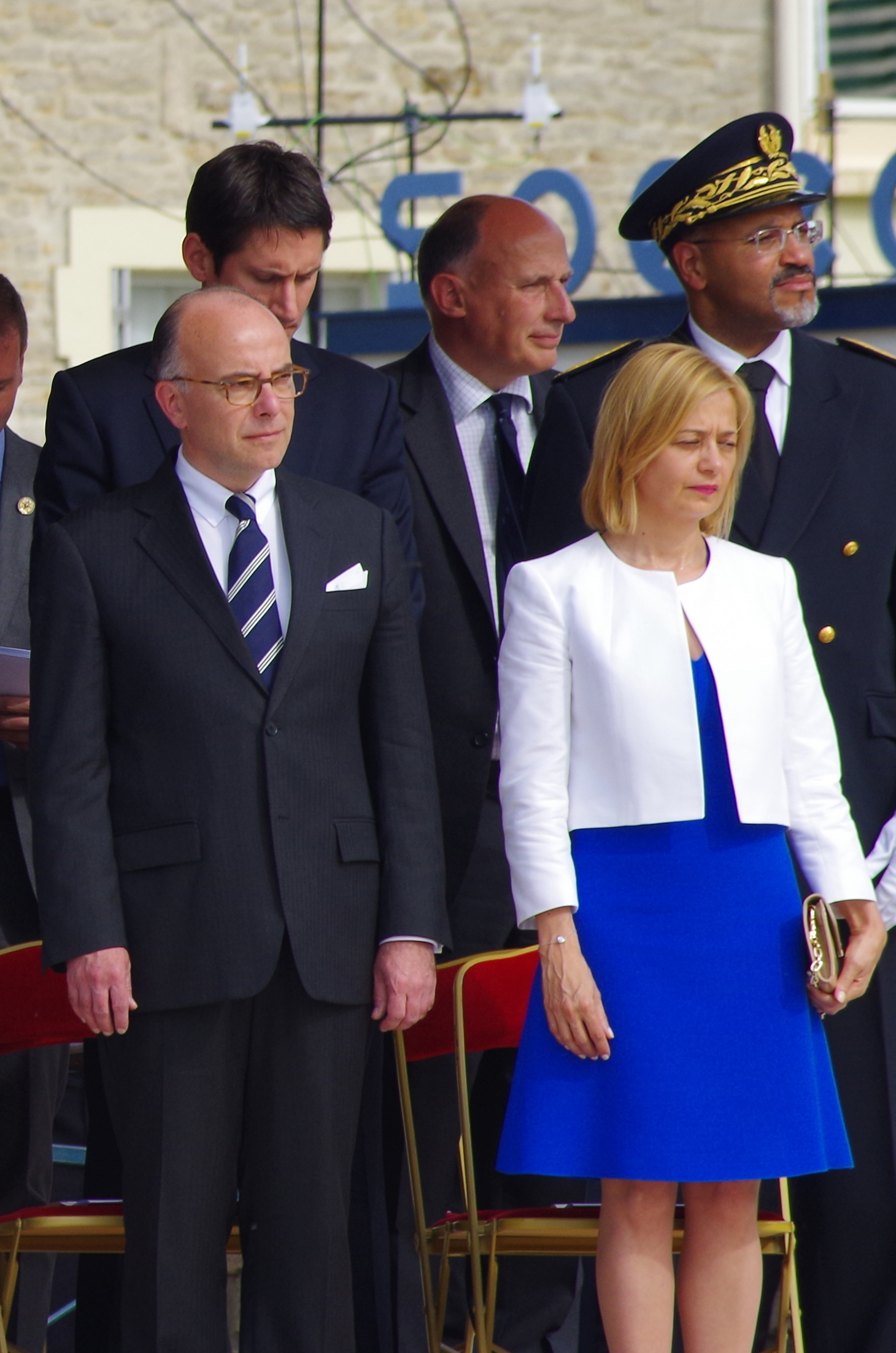
Bernard e Véronique Cazeneuve durante le commemorazioni in occasione del 70º anniversario dello sbarco in Normandia nel giugno 2014 a Arromanches-les-Bains (Calvados).

Cazeneuve aveva una moglie, Véronique, e ha due figli. La coppia ha divorziato ma si è risposata il 12 agosto 2015 ad Aiguines. La moglie, morta nel 2024 a causa di una malattia, era una redattrice presso Éditions À dos d'âne, una casa editrice di narrativa per giovani adulti. Cazeneuve risiede a Domaine du Lys-Chantilly, una comunità alberata nell'Oise non lontano da Parigi.
È stato avvocato d'affari dal 2006 al 2008.